# Sögel-Wohlde-Kreis
Der Sögel-Wohlde-Kreis ist eine frühbronzezeitliche (etwa 1600–1000 v. Chr.) Kulturgruppe, die nach den Orten Sögel im Landkreis Emsland und Dohnsen-Wohlde im Landkreis Celle, beide in Niedersachsen benannt wurde. Die archäologischen Funde, die dieser Gruppe zugeordnet werden, finden sich von den Niederlanden bis nach Nordfrankreich, in Norddeutschland und Hessen.
Den Begriff Sögel-Wohlde-Kreis hat der deutsche Prähistoriker Friedrich Laux 1971 in die Fachliteratur eingeführt. Es handelte sich beim Sögel-Wohlde-Kreis um einen Grabsittenkreis, für den bestimmte Waffenbeigaben in Männergräbern typisch sind. Das zunächst als „Sögeler Kulturkreis“ benannte Phänomen beschrieb in den 1920er Jahren der Archäologe Ernst Sprockhoff. Seine Forschungsergebnisse publizierte er in einem Aufsatz der Prähistorischen Zeitschrift von 1927.
Auf dem Hümmling liegen die charakteristischen Grabhügelgruppen von Bockholte und Wehm (Gemeinde Werlte), Sögel, Spahn, Vrees und Werpeloh (Gemeinde Spahnharrenstätte), die der Sögeler Gruppe zugerechnet werden. Die aus Heideplaggen errichteten Grabhügel wurden in der Regel über einer Baumsargbestattung aufgeworfen. Um den Sarg und den Hügelfuß wurden oft Steine gesetzt.

## Kurzschwerter
Typische Grabbeigaben in Männergräbern des Sögel-Wohlde-Kreises sind bronzene Kurzschwerter und Randleistenbeile, seltener sind es Sögeler Dolche. Die beiden Kurzschwerter, nach denen der Typ Sögel erstmals beschrieben wurde, wurden 1898 beim Bau des neuen Weges von Spahn nach Werpeloh entdeckt. Wie großräumig nachgewiesen, besteht zwischen den Kurzschwertern des Kulturkreises und etwa zeitgleichen Schwertern aus Ostungarn eine Verbindung, wie Typ, Form und Verzierung belegen. Kennzeichen des Typ Sögel sind die runde Heftplatte sowie eine auffallende Verzierung mit Liniengruppen, Punktlinien und Bogengirlanden. Im Gegensatz zum Sögeler Schwert war das Kurzschwert vom Typ Wohlde mit einer trapezförmigen Heftplatte versehen. Dieser Schwerttyp wurde 1937 erstmals beschrieben. Die Kurzschwerter des Typs Wohlde werden von ungarischen Kurzschwertern mit trapezförmiger Griffplatte abgeleitet. Sie kommen aber auch vermengt mit Merkmalen des Typs Sögel vor (Toppenstedt, Kreis Harburg).
Vielleicht wurden die Schwerter von Handwerkern aus dem mährisch-ungarischen Raum angefertigt. Darauf deuten kleine Tondüsen, die in Siedlungen und Gräbern gefunden wurden. Die Tondüsen, als Mundstücke des Blasebalges, sind Belege für die Existenz von Schmelzöfen in der frühen Bronzezeit Nordwestdeutschlands. Ihre Fundstreuung reicht von Ungarn über Mitteldeutschland nach Nordwesteuropa, über Süddeutschland bis Oberitalien und in Osteuropa bis Kalinovka, nördlich von Wolgograd. Bei Kalinovka wurde das Grab eines Bronzegießers ausgegraben, das eine handwerkliche Ausstattung barg. Belegt ist auch der Bronzeguss. Man kannte bereits den Guss in Ein- oder Zweischalenform oder in einer verlorenen Form (Wachsausschmelzverfahren).
Aus Feuerstein sind Pfeilspitzen und Schlagsteine. Zum Feuerbesteck gehörte, neben dem stabförmigen Feuerstein und einer Pyritknolle, ein leicht entflammbaren Zunderschwamm, der aber nicht erhalten blieb. Pyritknollen fanden sich in einem Grab bei Langendamm (Kreis Nienburg). Wetzsteine zum Schärfen lagen in zwei Gräbern von Sögel. Im Grab von Bargloy (Stadt Wildeshausen) kamen neun zumeist herzförmige Pfeilspitzen aus grauem, braunem, weißem und rotem Feuerstein von 2,4 bis 4,6 Zentimeter Länge zum Vorschein. Die rote Pfeilspitze ist besonders interessant, weil Helgoländer Feuerstein nur auf der Insel Helgoland vorkommt.
Der Sögel-Wohlde-Kreis endete mit dem Auftauchen westlicher Absatzbeile und Rapierschwerter, die den Beginn der älteren Bronzezeit in Niedersachsen markieren.
In einem aktuellen, von der DFG geförderten Forschungsprojekt (2022–2025), widmet sich das Curt-Engelhorn-Zentrum Archäometrie gGmbH in Mannheim um die Erforschung der Metallherkunft der Klingen und deren Beziehungen zu potenziellen Vorläuferklingen mittels eines Multi-Proxie Ansatzes (Typologie, Spurenelement- und Isotopenanalytik (Sn, Cu, Pb)).